# Vi ger oss aldrig
Vi ger oss aldrig – Så gick det till när Sverige förlorade kriget mot knarket är en bok av Johan Wicklén utgiven i april 2022 på förlaget Volante.
Boken handlar om Sveriges narkotikapolitik.
Wicklén sade i en intervju att "Det enda man med säkerhet kan säga är att förbudet har ju åtminstone hjälpt den organiserade brottsligheten att växa sig mäktig. Det är ingen tvekan om det.":50m37s I en annan intervju sade Wicklén att journalistkåren i Sverige inte bara hade misslyckats med att granska narkotikapolitiken, utan till och med understött den, och han lyfte tanken på en vitbok i ämnet.:3m18s Han sade att "Sverige vägrar att utreda hur kriminalisering av det egna bruket har fungerat. Vi är så långt ifrån resten av den fria världen det går.":25m2s